# Smart Hashtag 3
La Smart #3 (prononcé Hashtag-Three, en chinois : Smart 精灵#3 ; pinyin : Smart Jīnglíng #3) est un crossover coupé 100 % électrique produit par le constructeur automobile sino-allemand Smart Automobile à partir de 2023 en Chine.

## Présentation
La Smart #3 est la version coupé de la #1. Elle est présentée le 18 avril 2023 au salon automobile de Shanghai.

## Caractéristiques techniques
La #3 repose sur la plateforme technique SEA (Sustainable Electric Architecture) spécifique aux modèle électriques du Groupe Geely dont font partie aussi Volvo, Lotus, Lynk & Co, et que l'on retrouve notamment sur la Smart #1 et la Lynk & Co Zero EV. Elle est 8 cm plus basse que la #1.

### Design
Le design intérieur et extérieur de la #3 est dû au constructeur allemand Mercedes-Benz, quand Geely, propriétaire à parts égales avec Mercedes de Smart, s'occupe de la partie technique.

### Motorisations
La #3 dispose d'une batterie lithium-ion à base de nickel, manganèse et cobalt (Li-NMC) d'une capacité de 66 kWh lui autorisant une autonomie de 415 à 455 km selon les versions.
| Logo de Smart                        | Smart #3                       | Smart #3                       | Smart #3                       |
| Logo de Smart                        | Pro+                           | Premium                        | Brabus                         |
| ------------------------------------ | ------------------------------ | ------------------------------ | ------------------------------ |
| Type de moteur                       | Synchrone à aimants permanents | Synchrone à aimants permanents | Synchrone à aimants permanents |
| Puissance moteur (kW)                | arrière : 200                  | arrière : 200                  | arrière : 200 avant : 115      |
| Puissance maximale (ch)              | 268                            | 268                            | 423                            |
| Couple maximal (N m)                 | 343                            | 343                            | 543                            |
| Transmission                         | Propulsion                     | Propulsion                     | Intégrale                      |
| Vitesse maximale (km/h)              | 180                            | 180                            | 180                            |
| 0-100 km/h (s)                       | 5,8                            | 5,8                            | 3,7                            |
| Masse à vide (kg)                    | 1780                           | 1810                           | 1910                           |
| Batterie                             |                                |                                |                                |
| Type                                 | Nickel-Manganèse-Cobalt (NMC)  | Nickel-Manganèse-Cobalt (NMC)  | Nickel-Manganèse-Cobalt (NMC)  |
| Capacité brute (kWh)                 | 66                             | 66                             | 66                             |
| Capacité nette (kWh)                 | 62                             | 62                             | 62                             |
| Autonomie mixte (km)                 | 435                            | 455                            | 415                            |
| Consommation (kWh/100 km)            |                                |                                |                                |
| Poids (kg)                           |                                |                                |                                |
| Puissance maximale de charge         |                                |                                |                                |
| en courant alternatif monophasé (kW) | 11                             | 11                             | 11                             |
| en courant alternatif triphasé (kW)  | 22                             | 22                             | 22                             |
| en courant continu (kW)              | 150                            | 150                            | 150                            |
| Temps de recharge                    |                                |                                |                                |
| sur une prise domestique AC          |                                |                                |                                |
| sur une borne 22 kW AC               | 3 heures (10 à 80 %)           | 3 heures (10 à 80 %)           | 3 heures (10 à 80 %)           |
| sur une borne rapide 150 kW DC       | 30 minutes (10 à 80 %)         | 30 minutes (10 à 80 %)         | 30 minutes (10 à 80 %)         |

## Finitions
- Pro+
- Premium
- Brabus

### Série spéciale
- 25th Anniversary Edition[8]